# شرکت ارتباطات زیرساخت

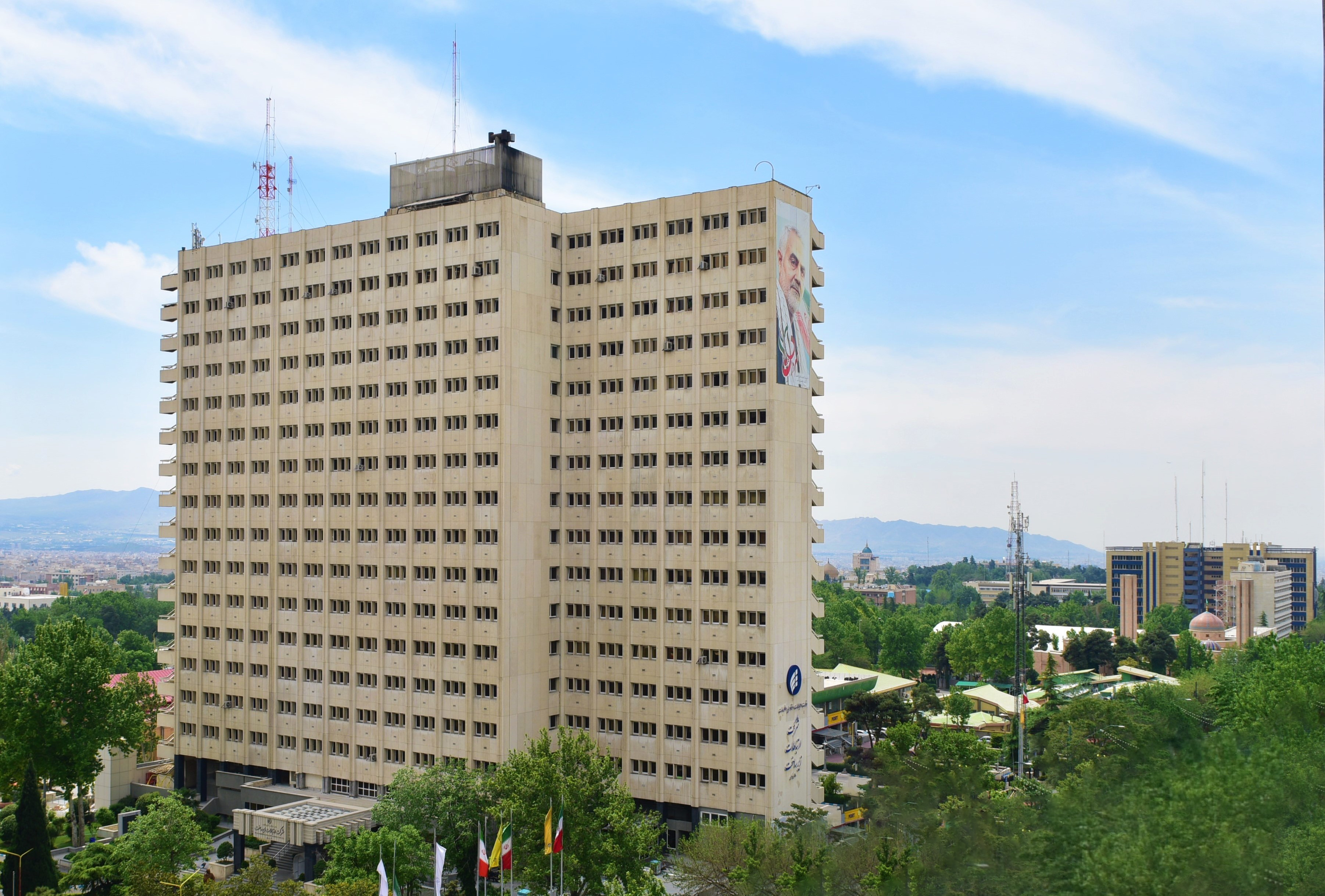
TIC central_building

شرکت ارتباطات زیرساخت شرکت دولتی زیرمجموعه  وزارت ارتباطات و فناوری اطلاعات است، که در زمینه تأمین زیرساخت‌های ارتباطات مخابراتی و پهنای باند شبکه اینترنت، فعالیت می‌کند که واردات و توزیع پهنای باند اینترنتی در سراسر کشور(بین الملل و بین استانی) را در اختیار دارد.
این شرکت به عنوان متولی شبکه های مادر مخابراتی در کشور و کارگزار وزارت ارتباطات و فناوری اطلاعات، وظیفه اجرای سوئیچینگ و تأمین ارتباطات بین استانی و بین‌المللی اپراتورهای مخابراتی را در نقاط حضور و شبکه‌های مربوط بر عهده دارد.

## تاریخچه
پیشینه شرکت ارتباطات زیرساخت، به شرکت تلفن بر می‌گردد که عین‌الله محمودی همدانی، پدر صنعت مخابرات ایران، گسترش ارتباطات زیرساخت به شیوه نوین را در ایران آغاز نمود. بعدها شرکت تلفن با شرکت تلگراف ادغام و شرکت مخابرات ایران را ایجاد کرد. بعدها شرکت ارتباطات زیرساخت از شرکت مخابرات در چندین مرحله مستقل شد.
هر چند شرکت ارتباطات زیرساخت کنونی پیرو سیاست‌ها و برنامه‌های کلان نظام جمهوری اسلامی در راستای ابلاغ سیاست‌های اصل 44 قانون اساسی، به عنوان شرکتی مستقل از شرکت مخابرات ایران به فعالیت خود ادامه می‌دهد، اما این استقلال؛ روندهای تاریخی را طی نموده که به طور اختصار به آن اشاره می شود:
شرکت طرح و توسعه تلفن ایران به عنوان هسته اولیه تشکیل شرکت ارتباطات زیرساخت کنونی بر اساس مصوبه 2134 مورخ 68/4/4 با طی مراحل قانونی اساسنامه و تشکیل هیأت مدیره خود را پیگیری کرد . پس از حدود ده سال فعالیت در عرصه مخابرات و ارتباطات به استناد صورتجلسه مجمع عمومی فوق‌العاده مورخ 78/10/15 نام شرکت از طرح و توسعه تلفن ایران به طرح و توسعه شبکه‌های مخابراتی تغییر یافت.
هیأت وزیران در جلسه مورخ 83/5/14 بنا به پیشنهاد شماره 13898/100 مورخ 83/5/14 وزارت ارتباطات و فناوری اطلاعات و به استناد مواد 2 و 4 قانون برنامه سوم توسعه اقتصادی ، اجتماعی و فرهنگی جمهوری اسلامی ایران مصوب 1379 و مصوبه شماره 76016/190 مورخ 82/4/24 شورای عالی اداری در اجرای بند ب ماده یک قانون مذکور با تجدید سازمان و تغییر نام و اصلاح اساسنامه شرکت طرح و توسعه شبکه‌های مخابراتی ( ثبت شده به شماره 18347 ) به شرکت ارتباطات زیرساخت موافقت نمود .
متعاقب تصویب موضوع تغییر نام شرکت طرح و توسعه شبکه های مخابراتی به شرکت ارتباطات زیرساخت و انتصابهیأت مدیره آن به وسیله مجمع عمومی به تاریخ 83/7/26 اقدامات لازم قانونی در جهت شکل دهی هیأت مدیره انجام شد .
اساسنامه شرکت ارتباطات زیرساخت در راستای توجه و اجرای سیاستهای کلی اصل 44 قانون اساسی و واگذاری شرکت مخابرات ایران به بخش خصوصی تغییر و به صورت شرکت مستقل و زیر نظر وزارت ارتباطات و فناوری اطلاعات در تاریخ 87/8/26 و با نامه شماره 29217/30/87 در چهار فصل و 36 ماده به تصویب شواری نگهبان رسید.

## ماموریت ها
بسترساز ارتباطات دیجیتال امن و پایدار، تأمین‌کننده الزامات شبکه ملی اطلاعات در حوزه زیرساخت‌های ارتباطی و اطلاعاتی و ارائه‌دهنده خدمات بین‌الملل کشور، توانمندساز فنی بازیگران داخلی زیست‌بوم ارتباطی کشور در عصر تحول دیجیتال

## خدمات قابل ارائه
1- خدمات پهنای باند
2- خدمات جانبی زیرساخت ارتباطی
3- خدمات زیرساخت های برقراری مکالمه
4- خدمات زیرساخت ابری

## توزیع پهنای باند
بر اساس قانون، شرکت ارتباطات زیرساخت، مجری واردات و توزیع پهنای باند اینترنت به کشور است.